# Sportverein Meppen 1912 2017-2018
Questa voce raccoglie le informazioni riguardanti lo Sportverein Meppen 1912 nelle competizioni ufficiali della stagione 2017-2018.

## Stagione
Nella stagione 2017-2018 il Meppen, allenato da Christian Neidhart, concluse il campionato di 3. Liga al 7º posto.

## Rosa
| N. |                        | Ruolo | Calciatore         |
| -- | ---------------------- | ----- | ------------------ |
| 1  | Germania (bandiera)    | P     | Jeroen Gies        |
| 3  | Germania (bandiera)    | D     | Janik Jesgarzewski |
| 4  | Paesi Bassi (bandiera) | C     | Menno Heerkes      |
| 5  | Slovenia (bandiera)    | D     | Jovan Vidovič      |
| 6  | Germania (bandiera)    | D     | Dennis Geiger      |
| 7  | Stati Uniti (bandiera) | C     | Devann Yao         |
| 8  | Germania (bandiera)    | C     | Thilo Leugers      |
| 9  | Germania (bandiera)    | C     | Nico Granatowski   |
| 10 | Germania (bandiera)    | C     | Martin Wagner      |
| 11 | Germania (bandiera)    | C     | Thorben Deters     |
| 12 | Germania (bandiera)    | P     | Matthis Harsman    |
| 14 | Germania (bandiera)    | C     | Leon Demaj         |
| 15 | Germania (bandiera)    | D     | Markus Ballmert    |
| 16 | Germania (bandiera)    | D     | Fabian Cordes      |
| 17 | Germania (bandiera)    | C     | Max Kremer         |

| N. |                     | Ruolo | Calciatore          |
| -- | ------------------- | ----- | ------------------- |
| 18 | Germania (bandiera) | A     | Haris Hyseni        |
| 19 | Germania (bandiera) | D     | Yannik Nuxoll       |
| 20 | Germania (bandiera) | A     | Marius Kleinsorge   |
| 21 | Germania (bandiera) | C     | Jens Robben         |
| 22 | Germania (bandiera) | D     | Steffen Puttkammer  |
| 23 | Germania (bandiera) | C     | Luka Tankulić       |
| 25 | Germania (bandiera) | C     | Patrick Posipal     |
| 27 | Germania (bandiera) | D     | David Vržogić       |
| 29 | Germania (bandiera) | C     | Mike-Steven Bähre   |
| 30 | Germania (bandiera) | A     | Benjamin Girth      |
| 31 | Germania (bandiera) | D     | Marcel Gebers       |
| 32 | Germania (bandiera) | P     | Erik Domaschke      |
| 36 | Germania (bandiera) | C     | Marc-Julian Püschel |
| 37 | Germania (bandiera) | D     | Fabian Senninger    |
|    | Germania (bandiera) | A     | Luca Sellere        |

## Organigramma societario
Area tecnica
- Allenatore: Christian Neidhart
- Allenatore in seconda: Mario Neumann, Daniel Vehring
- Preparatore dei portieri: Richard Moes
- Preparatori atletici:

## Calciomercato

### Sessione estiva
| Acquisti | Acquisti           | Acquisti           | Acquisti |
| R.       | Nome               | da                 | Modalità |
| -------- | ------------------ | ------------------ | -------- |
| D        | Fabian Senninger   | Hannover 96 II     |          |
| D        | Markus Ballmert    | Hannover 96 II     |          |
| C        | Leon Demaj         | Cloppenburg        |          |
| P        | Erik Domaschke     | Rot-Weiß Erfurt    |          |
| C        | Conor Gnerlich     | JFV Nordwest U19   |          |
| C        | Nico Granatowski   | Sportfreunde Lotte |          |
| A        | Haris Hyseni       | Jahn Ratisbona     |          |
| D        | Yannik Nuxoll      | Rehden             |          |
| D        | Steffen Puttkammer | Magdeburgo         |          |
| A        | Luca Sellere       | Meppen U19         |          |
| C        | Devann Yao         | Berliner AK 07     |          |

| Cessioni | Cessioni           | Cessioni            | Cessioni |
| R.       | Nome               | a                   | Modalità |
| -------- | ------------------ | ------------------- | -------- |
| A        | Francky Sembolo    | Rehden              |          |
| D        | Youri ter Arkel    | Be Quick 1887       |          |
| A        | Mirco Born         | Sandhausen          |          |
| P        | Benjamin Gommert   | Lubecca             |          |
| D        | Sebastian Schepers | Blau-Weiß Papenburg |          |
| C        | Marc Schnier       | Hessen Dreieich     |          |

### Sessione invernale
| Acquisti | Acquisti          | Acquisti           | Acquisti |
| R.       | Nome              | da                 | Modalità |
| -------- | ----------------- | ------------------ | -------- |
| C        | Mike-Steven Bähre | Hannover 96        |          |
| C        | Luka Tankulić     | Sportfreunde Lotte |          |

| Cessioni | Cessioni       | Cessioni    | Cessioni |
| R.       | Nome           | a           | Modalità |
| -------- | -------------- | ----------- | -------- |
| C        | Conor Gnerlich | Jeddeloh II |          |

## Risultati

### 3. Liga

#### Girone di andata
| Arbitro: | Stieler |

|                      |           |                     |
| Wagner 26’ Girth 82’ | Marcatori | 57’ Göbel 60’ Jopek |

| Arbitro: | Kempkes |

|                                             |           |  |
| Grimaldi 51’ Kobylański 66’ Al-Hazaimeh 86’ | Marcatori |  |

| Arbitro: | Storks |

|           |           |                               |
| Girth 18’ | Marcatori | 5’ (rig.) Ludwig 65’ Niemeyer |

| Arbitro: | Siewer |

|            |           |                           |
| Ziemer 68’ | Marcatori | 51’ Girth 88’ Granatowski |

| Arbitro: | Bacher |

|                                             |           |  |
| Leugers 2’ (rig.) Girth 44’, 76’ Kremer 90’ | Marcatori |  |

| Arbitro: | Thomsen |

|                   |           |  |
| Wassey 16’ (rig.) | Marcatori |  |

| Arbitro: | Schwermer |

|                |           |                |
| Kleinsorge 64’ | Marcatori | 30’ Vasiliadis |

| Arbitro: | Bläser |

|                  |           |                            |
| Eismann 58’, 81’ | Marcatori | 18’ Kleinsorge 45’ Vidovič |

| Arbitro: | Stegemann |

|                 |           |  |
| Granatowski 39’ | Marcatori |  |

| Arbitro: | Lossius |

|                                            |           |  |
| Bigalke 16’ Dombrowka 25’ Hain 49’ Lux 84’ | Marcatori |  |

| Arbitro: | Kempkes |

|                          |           |  |
| Girth 51’ Kleinsorge 61’ | Marcatori |  |

| Arbitro: | Börner |

|  |           |           |
|  | Marcatori | 42’ Girth |

| Arbitro: | Zorn |

|                    |           |  |
| Leugers 48’ (rig.) | Marcatori |  |

| Arbitro: | Müller |

|                      |           |  |
| Röser 6’ Gjasula 49’ | Marcatori |  |

| Arbitro: | Kornblum |

|                     |           |                     |
| Girth 56’, 62’, 88’ | Marcatori | 1’ Kluft 65’ Slavov |

| Arbitro: | Lossius |

|                                |           |                     |
| Straith 52’ Posipal 89’ (aut.) | Marcatori | 45’, 80’ Kleinsorge |

| Arbitro: | Fritsch |

|           |           |              |
| Girth 15’ | Marcatori | 75’ Vitzthum |

| Erfurt 2 dicembre 2017, ore 14:00 CET 18ª giornata | Rot-Weiß Erfurt | 0 – 0 referto | Meppen | Steigerwaldstadion (3 933 spett.)\| Arbitro: \| Weickenmeier \| |
| Arbitro:                                           | Weickenmeier    |               |        |                                                                 |

| Arbitro: | Osmanagic |

|                           |           |                       |
| Kleinsorge 13’ Wagner 59’ | Marcatori | 8’ Verlaat 75’ Manneh |

#### Girone di ritorno
| Arbitro: | Zorn |

|                                |           |  |
| Taffertshofer 41’ Schuppan 58’ | Marcatori |  |

| Arbitro: | Sather |

|                               |           |  |
| Wagner 20’ Leugers 75’ (rig.) | Marcatori |  |

| Magdeburgo 27 gennaio 2018, ore 14:00 CET 22ª giornata | Magdeburgo | 0 – 0 referto | Meppen | MDCC-Arena (16 606 spett.)\| Arbitro: \| Alt \| |
| Arbitro:                                               | Alt        |               |        |                                                 |

| Arbitro: | Schult |

|  |           |                          |
|  | Marcatori | 10’ Väyrynen 85’ Scherff |

| Arbitro: | Wollenweber |

|  |           |           |
|  | Marcatori | 22’ Girth |

| Meppen 27 marzo 2018, ore 19:00 CEST 25ª giornata | Meppen  | 0 – 0 referto | Paderborn | Hänsch-Arena (6 659 spett.)\| Arbitro: \| Ittrich \| |
| Arbitro:                                          | Ittrich |               |           |                                                      |

| Arbitro: | Kornblum |

|                  |           |            |
| Morys 18’ (rig.) | Marcatori | 44’ Gebers |

| Arbitro: | Börner |

|                          |           |             |
| Kleinsorge 27’ Girth 87’ | Marcatori | 13’ Wolfram |

| Arbitro: | Weickenmeier |

|                          |           |                      |
| Heider 69’ Reimerink 73’ | Marcatori | 14’ Girth 81’ Gebers |

| Arbitro: | Fritsch |

|           |           |                       |
| Girth 62’ | Marcatori | 23’ (rig.) Welzmüller |

| Arbitro: | Lossius |

|               |           |  |
| Fink 27’, 77’ | Marcatori |  |

| Arbitro: | Wollenweber |

|           |           |                                                 |
| Girth 87’ | Marcatori | 40’ (aut.) Vidovič 48’ Brandstetter 54’ Andrist |

| Arbitro: | Schmidt |

|  |           |                        |
|  | Marcatori | 27’ Girth 82’ Tankulić |

| Arbitro: | Schütz |

|                          |           |                           |
| Tankulić 26’ Vidovič 90’ | Marcatori | 50’ Baumgärtel 60’ Fetsch |

| Arbitro: | Cortus |

|           |           |                         |
| Frahn 83’ | Marcatori | 18’ Kremer 88’ Tankulić |

| Arbitro: | Haslberger |

|                        |           |              |
| Tankulić 5’ Kremer 68’ | Marcatori | 56’ Langlitz |

| Arbitro: | Schwermer |

|                   |           |                                |
| Sohm 19’ Sané 56’ | Marcatori | 30’ Kremer 42’ Bähre 86’ Girth |

| Arbitro: | Brütting |

|                                   |           |  |
| Granatowski 26’ Tankulić 59’, 64’ | Marcatori |  |

| Arbitro: | Kornblum |

|                      |           |                  |
| Eilers 7’ Kazior 74’ | Marcatori | 46’ (rig.) Girth |

## Statistiche

### Statistiche di squadra
| Competizione | Punti | In casa | In casa | In casa | In casa | In casa | In casa | In trasferta | In trasferta | In trasferta | In trasferta | In trasferta | In trasferta | Totale | Totale | Totale | Totale | Totale | Totale | DR |
| Competizione | Punti | G       | V       | N       | P       | Gf      | Gs      | G            | V            | N            | P            | Gf           | Gs           | G      | V      | N      | P      | Gf     | Gs     | DR |
| ------------ | ----- | ------- | ------- | ------- | ------- | ------- | ------- | ------------ | ------------ | ------------ | ------------ | ------------ | ------------ | ------ | ------ | ------ | ------ | ------ | ------ | -- |
| 3. Liga      | 58    | 19      | 9       | 7       | 3       | 31      | 20      | 19           | 6            | 6            | 7            | 19           | 27           | 38     | 15     | 13     | 10     | 50     | 47     | +3 |
| Totale       | 58    | 19      | 9       | 7       | 3       | 31      | 20      | 19           | 6            | 6            | 7            | 19           | 27           | 38     | 15     | 13     | 10     | 50     | 47     | +3 |

### Andamento in campionato
| Giornata  | 1 | 2  | 3  | 4  | 5  | 6  | 7  | 8  | 9 | 10 | 11 | 12 | 13 | 14 | 15 | 16 | 17 | 18 | 19 | 20 | 21 | 22 | 23 | 24 | 25 | 26 | 27 | 28 | 29 | 30 | 31 | 32 | 33 | 34 | 35 | 36 | 37 | 38 |
| --------- | - | -- | -- | -- | -- | -- | -- | -- | - | -- | -- | -- | -- | -- | -- | -- | -- | -- | -- | -- | -- | -- | -- | -- | -- | -- | -- | -- | -- | -- | -- | -- | -- | -- | -- | -- | -- | -- |
| Luogo     | C | T  | C  | T  | C  | T  | C  | T  | C | T  | C  | T  | C  | T  | C  | T  | C  | T  | C  | T  | C  | T  | C  | T  | C  | T  | C  | T  | C  | T  | C  | T  | C  | T  | C  | T  | C  | T  |
| Risultato | N | P  | P  | V  | V  | P  | N  | N  | V | P  | V  | V  | V  | P  | V  | N  | N  | N  | N  | P  | V  | N  | P  | V  | N  | N  | V  | N  | N  | P  | P  | V  | N  | V  | V  | V  | V  | P  |
| Posizione | 8 | 16 | 17 | 12 | 10 | 11 | 11 | 10 | 9 | 10 | 7  | 6  | 6  | 7  | 7  | 9  | 9  | 9  | 9  | 11 | 9  | 8  | 10 | 8  | 8  | 9  | 8  | 8  | 9  | 10 | 10 | 9  | 9  | 9  | 8  | 7  | 7  | 7  |

Legenda:

Luogo: C = Casa; T = Trasferta. Risultato: V = Vittoria; N = Pareggio; P = Sconfitta.

### Statistiche dei giocatori
| M. Ballmert     | 29 | 0  | 4  | 0 |
| M. Bähre        | 16 | 1  | 2  | 0 |
| F. Cordes       | 0  | 0  | 0  | 0 |
| L. Demaj        | 2  | 0  | 0  | 0 |
| T. Deters       | 16 | 0  | 0  | 0 |
| E. Domaschke    | 35 | 0  | 2  | 1 |
| M. Gebers       | 37 | 2  | 4  | 0 |
| D. Geiger       | 4  | 0  | 0  | 0 |
| J. Gies         | 5  | 0  | 0  | 0 |
| B. Girth        | 36 | 19 | 4  | 0 |
| C. Gnerlich     | 0  | 0  | 0  | 0 |
| N. Granatowski  | 35 | 3  | 8  | 0 |
| M. Harsman      | 0  | 0  | 0  | 0 |
| M. Heerkes      | 4  | 0  | 0  | 0 |
| H. Hyseni       | 17 | 0  | 2  | 0 |
| J. Jesgarzewski | 23 | 0  | 3  | 0 |
| M. Kleinsorge   | 29 | 7  | 5  | 0 |
| M. Kremer       | 33 | 4  | 2  | 0 |
| T. Leugers      | 34 | 3  | 15 | 1 |
| Y. Nuxoll       | 0  | 0  | 0  | 0 |
| P. Posipal      | 22 | 0  | 6  | 0 |
| S. Puttkammer   | 20 | 0  | 6  | 0 |
| M. Püschel      | 0  | 0  | 0  | 0 |
| J. Robben       | 2  | 0  | 0  | 0 |
| L. Sellere      | 0  | 0  | 0  | 0 |
| F. Senninger    | 24 | 0  | 1  | 0 |
| L. Tankulić     | 13 | 6  | 3  | 0 |
| J. Vidovič      | 32 | 2  | 6  | 1 |
| D. Vržogić      | 21 | 0  | 4  | 0 |
| M. Wagner       | 33 | 3  | 7  | 0 |
| D. Yao          | 6  | 0  | 0  | 0 |